# 尼泊尔鳄鱼龙
尼泊尔鳄鱼龙是指据传出没于尼泊尔神秘动物，它被描述为一种巨大、类似鳄鱼但却缺乏四肢的动物。1980年，牧师雷瑟姆·普达尔（Resham Poudal）与尼泊尔向导在喜马拉雅山一处丛林遭遇一只巨型爬行动物。据记载，这只动物长约42英尺（12.8米）、皮肤呈绿褐色、身体类似巨蛇但头部与鳄鱼相近。随行的尼泊尔向导表示这是一条“龙”，在森林中伪装成倒下的树干，等待猎物靠近时便将其捕获。并且根据当地居民的描述，尼泊尔鳄鱼龙的眼睛在夜晚会发出亮光吸引猎物。神秘动物学家比尔·吉本斯（Bill Gibbons）曾收集多个尼泊尔鳄鱼龙的目击案例，动物学与神秘动物学家卡尔·舒克在他2013年的著作《Mirabilis - A Carnival of Cryptozoology and Unnatural History》中收录了1980年目击案例的详细信息。